# Stazione di Wakefield Kirkgate
La stazione di Wakefield Kirkgate (in inglese: Wakefield Kirkgate railway station) è una stazione ferroviaria di Wakefield in Inghilterra.